# Codex Gigas
Codex Gigas, Djævlebibelen, Djævelens Bibel eller Codex Gigantum (Kæmpebogen) og Gigas Librorum (Bøgernes jætte) er et bibelhåndskrift i formatet 89x49cm og med en vægt på 75 kg. Ifølge legenden skal den være skrevet på en enkelt nat af en munk med cellearrest - med djævelens hjælp.
I bogen er der et stort grotesk billede at djævelen. Det har givet næring til navnet Djævlebibelen. Bogen findes i dag på Kungliga Biblioteket i Stockholm.
Bogen er skrevet i benediktinerklosteret Podlažice i Böhmen på 160 æselhuder i begyndelsen af det 13. århundrede som afskrift af betydeligt ældre tekster. Allerede i slutningen af det 13. århundrede sidestilles bogen med verdens syv underværker. Det sidste blev skrevet i bogen i 1222.
Den indeholder Bibelen i en latinsk udgave, der er ældre end Vulgata. Den indeholder også Flavius Josefus' jødiske historie og Cosmas af Prags böhmiske krønike. Bogen kom til Rudolf 2.s samlinger i 1594 som et lån fra det böhmiske kloster Broumov.
Den og Codex Argenteus, Sølvbibelen, blev svensk krigsbytte, da svenskerne stormede Prag i 1648, og har tilhørt Kungliga Biblioteket siden 1649. Bogen er en del af den svenske kulturarv.

## Eksterne link og kildehenvisninger
- Wikimedia Commons har flere filer relateret til Codex Gigas

| Religion | Spire Denne religionsartikel er en spire som bør udbygges. Du er velkommen til at hjælpe Wikipedia ved at udvide den. |

- Kungliga biblioteket – Codex Gigas (A 148) eller Djävulsbibeln Arkiveret 29. marts 2006 hos  Wayback Machine
- Byte är byte och kommer aldrig mer igen – Svenska Dagbladet